# Phyllovates iheringi
Phyllovates iheringi es una especie de mantis de la familia Mantidae.

## Distribución geográfica
Se encuentra en Argentina, Brasil, Paraguay y  Perú.